# Вулиця Івана Огієнка (Малин)
Ву́лиця Іва́на Огіє́нка — вулиця в Малині (районний центр Житомирської області). Одна з вулиць, що сполучає центр міста із залізничною станцією Малин.
Пролягає від залізничної станції Малин до схрещення з вулицями Михайла Грушевського і Мирутенка (Малинівський круг).
Названа начесть українського вченого, громадського та церковного діяча, митрополита Іларіона (Іван Іванович Огієнко) з 1992 року.
Виникла в зв'язку з прокладенням 1902 року поблизу Малина залізниці Київ — Ковель. До кінця 50-х років XX століття мала назву Мала Вокзальна, після — Дзержинського, радянського державного діяча, до 1992 року.
У 70-х роках XX століття дослідно-експериментальний завод у районі вулиці розпочав будівництво житлового мікрорайону з багатоповерхових будинків. Це відбувалось одночасно зі спорудженням широко розрекламованої Байкало-Амурської магістралі — звідси мікрорайон дістав назву БАМ.
Перед Свято-Успенською церквою стоїть пам'ятний знак жертвам Голодомору та княгині Ользі й князю Володимиру
Перед залізничним вокзалом встановлено Монумент Вічної слави.

## Об'єкти
- № 12 — залізнична станція Малин.
- № 40 — Свято-Успенська церква і пам'ятник жертвам Голодомору.
- № 53 — ВАТ «Агротех».
- № 55 — Малинський дослідно-експериментальний ливарно-механічний завод.
- № 61 — Малинський хлібозавод.
- № 61а — ВАТ «Рейл».